# 中洲 (高雄市)
中洲，是臺灣高雄市旗津區的一個傳統地域名稱，位於該區東南部。相較於今日行政區，其範圍大致包括上竹里東南大半部、中洲里、安順里、中興里。
本地區境內主要聚落為中洲、下赤竹、頂赤竹，設有中洲國小。

## 歷史
台灣日治初期，中洲地區為一街庄，稱為「中洲庄」（舊制街庄），隸屬於大竹里。該庄昔日西北與烏松庄為鄰，東北臨打狗灣，東南邊為紅毛港庄，西南邊臨台灣海峽。
1901年（日治明治三十四年）11月11日，全台廢縣廳改設二十廳，該庄隸屬於鳳山廳。1904年（明治三十七年）5月3日，該庄編入「打狗區」，隸屬於鳳山廳。1909年（明治四十二年）10月25日，全台合併二十廳為十二廳，打狗區改隸屬於臺南廳。1920年（大正九年）10月1日，全台地方制度大改正，廢十二廳改設五州二廳，該庄改制為「中洲」大字，隸屬於高雄州高雄郡高雄街（新制街庄）。1924年（大正十三年）12月25日，高雄郡廢郡，高雄街升格為州轄高雄市。
戰後高雄市改制為省轄高雄市，大字亦改制為里。1946年（民國35年），高雄市劃分為10個區，本地區隸屬於旗津區。1979年（民國68年）7月1日，高雄市升格為院轄高雄市。2010年（民國99年）12月25日，高雄縣、市合併為現今院轄高雄市。

## 聚落
本地區發展較早的聚落為中洲、下赤竹、頂赤竹、七柱（已消失）、土地公（已消失）、崩隙（已消失），在日治初期的官方地圖上已有記載。

## 學校
- 中洲國小